# لحافة فيروسية

موقع اللحافة الفيروسية.

لحافة فيروسية (بالإنجليزية: Viral tegument)‏ هي مجموعة من البروتينات التي تربط الغشاء الخلوي بالقفيصة النووية في الفيروسات المغلفة، كما تحوي بروتينات أساسية في معلية تكاثر الفيروس وتضاعف الDNA، للبروتينات الموجودة في اللحافة دور في تعطيل الإشارات الكيميائية المحفزة لجهاز مناعة الجسم المصاب مما يسهل تكاثر وانتشار الفيروس. تتكون اللحافة عادة في المراحل المتأخرة من دورة حياة الفيروسات، جمعت معظم المعلومات عن اللحافة الفيروسية من خلال دراسة تركيب و دورة حياة فيروس الحلأ البسيط.